# Б

Das Б: 1. Majuskel 2. Minuskel im Ostslawischen und Bulgarischen, 3. Minuskel im Serbischen und Mazedonischen

Das Be (Б und б) ist der zweite Buchstabe des kyrillischen Alphabetes. Er steht für den konsonantischen Laut /b/, der mit dem deutschen b identisch ist. Im Russischen und Bulgarischen kann er am Wortende auch für [p] stehen (Auslautverhärtung) oder, vor einem palatalisierenden Vokal, für [bʲ].
Er sieht aus wie eine „6“ und sollte nicht mit dem We, das wie ein lateinisches B aussieht und für den Laut /v/ steht, verwechselt werden. Beide sind vom Beta abgeleitet. In vielen Handschriften in kursiver Schrift sowie in auf dem Balkan üblichen aufrechten (also auch nicht-kursiven) Schriftschnitten sieht das kleine б hingegen meist wie ein kleines Delta (δ) aus; in anderen Handschriften wie ein nach links geneigtes kleines d mit einem Strich nach rechts.
Sein alter Name ist Buki. Er hatte keinen numerischen Wert.

## Zeichenkodierung
| Standard  | Standard    | Majuskel Б                 | Minuskel б               |
| --------- | ----------- | -------------------------- | ------------------------ |
| Unicode   | Codepoint   | U+0411                     | U+0431                   |
| Unicode   | Name        | CYRILLIC CAPITAL LETTER BE | CYRILLIC SMALL LETTER BE |
| UTF-8     | UTF-8       | D0 91                      | D0 B1                    |
| XML/XHTML | dezimal     | &#1041;                    | &#1073;                  |
| XML/XHTML | hexadezimal | &#x0411;                   | &#x0431;                 |